# 皮德布魯辛
50°24′0″N 25°29′22″E / 50.40000°N 25.48944°E
皮德布魯辛（烏克蘭語：Підбрусинь），是烏克蘭西北部的村莊，隸屬里夫內州的杜布諾區。該村始建於1322年，面積10.5平方公里，2001年人口374，人口密度每平方公里35.6人。